# Parafia św. Jadwigi w Raciborzu
Parafia św. Jadwigi – rzymskokatolicka parafia znajdująca się w Raciborzu, w dzielnicy Markowice. Parafia należy do diecezji opolskiej i dekanatu Racibórz.

## Historia
Kościół parafialny wzmiankowany w dokumentach w 1358 r., 1376 r. oraz w rejestrze świętopietrza w 1447 r. w ramach archiprezbiteriatu raciborskiego. Kościół kilkakrotnie nawiedzały pożary. Obecny powstał w latach 1874–1877 w stylu neogotyckim na miejscu rozebranego drewnianego kościoła. Konsekracji dokonano w 1883 r. Poważnie zniszczony podczas II wojny światowej w 1945 r.
Z parafii wyodrębniły się kolejno parafie: w Kuźni Raciborskiej (1892), w Raszczycach (1921), w Nędzy (1926) i w Babicach (1981).

## Proboszczowie
- ks. Leon Urbański
- ks. Leon Pakulla
- ks. Jan Szkatuła
- ks. Jan Chodura
- ks. Marian Żagan
- ks. Józef Ibrom